# Уиткап Патер
„Уиткап Патер“ (на нидерландски: Witkap Pater) е марка белгийска абатска бира, тип ейл, произведена и бутилирана в пивоварната „Брауверей Слагмойлдер“ в град Нинове, окръг Алст, провинция Източна Фландрия, Северна Белгия.

## История
Първоначално „Уиткап Патер“ (в превод – отец с бяла качулка (капюшон), част от дрехата на цистерцианските монаси) е търговска марка на пивоварната Верлинден в Брасхат, провинция Антверпен.
През 1919 г. белгийският учен Хендрик Верлинден придобива пивоварната Де Дрий Линден (преименувана впоследствие на Верлинден), като през 1926 – 1929 г. консултира пивоварната на Абатство Вестмале. През 1929 г., вдъхновен от бирата на трапистките монаси от Вестмале, Верлинден започва производството на бира в трапистки стил, която през 1932 г. започва да продава с търговската марка „Уиткап Патер Трапистенбийр“. Тази търговска марка се използва от пивоварната до 1981 г. Производството е прекратено за кратко в края на 1970-те години и възобновено от пивоварната Лойтен. През 1981 г. бирата преминава в портфолиото на пивоварната Слагмойлдер в Нинове и оттогава се произвежда и продава под името „Уиткап Патер“.
„Брауверей Слагмойлдер“ е основана през 1860 г. и има повече от 150-годишна фамилна традиция в пивоварството. След като поема производството на марката, пивоварната произвежда първоначално Witkap Pater Stimulf, Witkap Pater Dubbel и Witkap Pater Tripel, а през 2004 г. търговския асортимент е разширен и с новата Witkap Pater Special.

## Асортимент
Търговският асортимент на Witkap Pater включва четири вида бира:
- Witkap Pater Stimulo – светла бира с алкохолно съдържание 6 об.%
- Witkap Pater Dubbel – тъмна бира с алкохолно съдържание 7 об.%
- Witkap Pater Tripel – светла бира с алкохолно съдържание 7,5 об.%
- Witkap Pater Special – кехлибарена (амбър) бира с алкохолно съдържание 5,5 об.%.

- „Witkap Pater Stimulo“
- „Witkap Pater Dubbel“
- „Witkap Pater Tripel“
- „Witkap Pater Special“